# Генератор Колпітца
Генератор Колпітца (також відомий як «ємнісна триточка») — один із видів електронних LC-генераторів, які використовують індуктивність (L) і ємність (C) для визначення частоти. Названий на честь американського винахідника Едвіна Колпітца, який у 1918 році розробив схему цього генератора.
Відмінною особливістю генератора Колпітца є те, що зворотний зв'язок для активного пристрою знімається з дільника напруги на двох конденсаторах, з'єднаних послідовно і приєднаних до котушки індуктивності.

## Принцип роботи

Рис. 1. Простий генератор Колпітца із спільною базою (зі спрощеним зміщенням).

Схема генератора Колпітца, подібно будь-якому іншому LC-генератору, складається з підсилювального пристрою (це може бути біполярний чи польовий транзистор, операційний підсилювач або електронна лампа), вихід якого з'єднаний з його входом колом зворотного зв'язку, що містить паралельний LC-контур, який виконує роль смугового фільтра для встановлення частоти коливань.
Частота коливань приблизно дорівнює резонансній частоті LC-контуру, який є поєднанням двох конденсаторів паралельної до них котушки індуктивності для схеми на рис.1 визначається рівнянням:
{\displaystyle f_{0}={1 \over 2\pi {\sqrt {L\cdot \left({C_{1}\cdot C_{2} \over C_{1}+C_{2}}\right)}}}}
Фактична частота коливань буде трохи нижче через розподіл ємностей і резистивне навантаження транзистора. Як і в будь-якому генераторі, підсилення активного компонента має бути незначно більшим, ніж ослаблення ємнісного дільника напруги, для отримання стабільної роботи.